# Tamara Jernigan
Tamara Elizabeth "Tammy" Jernigan (Chattanooga, 7 mei 1959) is een voormalig Amerikaans ruimtevaarder. Jernigan haar eerste ruimtevlucht was STS-40 met de spaceshuttle Columbia en vond plaats op 5 juni 1991. Tijdens de missie werden er verschillende experimenten gedaan in de Spacelab module.
Jernigan maakte deel uit van NASA Astronaut Group 11. Deze groep van 13 astronauten begon hun training in juni 1985 en werden in juli 1986 astronaut. In totaal heeft Jernigan vijf ruimtevluchten op haar naam staan. Tijdens haar missies maakte zij één ruimtewandeling. Tijdens haar laatste missie STS-96 in 1999 bezocht ze het Internationaal ruimtestation ISS.
Ze is getrouwd met voormalig astronaut Peter Wisoff.